# Hermann Siebeck (Verleger)
Hermann Adolph Siebeck (* 17. April 1816 in Leipzig; † 29. April 1877 in Frankfurt am Main) war ein deutscher Buchhändler und Verleger.

## Leben und Wirken
Hermann Siebeck absolvierte in Leipzig eine Ausbildung zum Buchhändler bei Christian Ernst Kollmann. Im Jahre 1839 zog er nach Tübingen und übernahm dort die Geschäftsführung der H. Lauppschen Buchhandlung. Diese war von Jakob Heinrich Laupp (1780–1836) gegründet worden, der zuerst als Geselle in der Cotta’schen Verlagsbuchhandlung gearbeitet hatte. Nachdem sein Nachfolger Heinrich Laupp 1836 gestorben war, übernahm seine Witwe Luise die Leitung dieser auch als Verlag tätigen Sortimentsbuchhandlung. Siebeck stieg 1840 zum Teilhaber auf und heiratete im gleichen Jahr ihre Tochter Charlotte Laupp (1817–1842), nach deren Tod ehelichte er 1849 ihre Schwester Mathilde (1826–1907). 1846 entstand in der Tübinger Wilhelmstraße das repräsentative Verlagshaus, das noch heute Sitz des Verlages Mohr Siebeck ist.
1866 war Siebeck schließlich Alleininhaber der Firma.
Buchhandlung und Verlag waren stark auf die Eberhard Karls Universität Tübingen konzentriert. Im Verlag erschienen bedeutende Werke aus zahlreichen Fachgebieten. Siebeck war zusammen mit dem Staatswissenschaftler Robert von Mohl und einigen anderen Fachvertretern 1844 Mitbegründer der "Zeitschrift für die gesamte Staatswissenschaft", die noch heute unter dem Titel "Journal of Institutional and Theoretical Economics" im Tübinger Verlag Mohr Siebeck erscheint.
Sein Sohn war der Verleger Paul Siebeck (1855–1920).